# الرايات والأعلام الإسلامية

راية التوحيد، التي تُستخدم عادة لتمثيل الإسلام.

العلم الإسلامي هو علم يمثل طائفة إسلامية أو نظامًا دينيًا أو دولة أو مجتمعًا مدنيًا أو قوة عسكرية أو أي كيان آخر مرتبط بالإسلام. الأعلام الإسلامية لها تاريخ مميز بسبب حكم التصوير في الإسلام، مما يجعل فيها ألوانًا أو نقوشًا أو رموزًا معينة مثل اختيار رمز الهلال والنجمة الشائع. منذ زمن النبي محمد، ارتبطت الأعلام ذات الألوان المحددة بالإسلام وفقًا للتقاليد. ومنذ ذلك الحين، تبنت الخلافة الإسلامية والدوَلُ القومية الحديثة وبعض الطوائف وكذلك الحركات الدينية الأعلام لترمز إلى هويتها الإسلامية.

## التاريخ

### الإسلام المبكر
قبل ظهور الإسلام، كانت اللافتات كأدوات للإشارة قد استخدمت بالفعل من قبل القبائل العربية قبل الإسلام والبيزنطيين. وقد نشر جيش الخُلفاء الراشدين لافتات للغرض نفسه. كان تصميم علم الإسلام المبكر بسيطًا، باستخدام لون عادي، وذلك بسبب حكم التصوير في الإسلام. وفقًا للتقاليد الإسلامية، كان لقريش لواء أسود وراية بيضاء وسوداء. ويذكر أيضا أن النبي محمدًا كانت له راية تسمى العُقاب، يقال إنها مصنوعة من مِرْط (كِساء تتلفَّعُ به المرأْة) زوجته عائشة. ومن الأمثلة الأخرى استخدام القائد المسلم البارز عمرو بن العاص الراية الحمراء، واستخدام الخوارج الراية الحمراء أيضًا. مع ذلك، استخدمت لافتات جيش المسلمين الأوائل بشكل عام مجموعة متنوعة من الألوان.
خلال الثورة العباسية، أدرج العباسيون الراية السوداء حُزنا على شهدائهم من بني هاشم، ونعيا على بني أمية في قتلهم، ولذلك سُمّوا بالمسوَّدة. والأمر له علاقة أيضا بالقول الأخروي الإسلامي المبكر بأنّ «شعبًا قادمًا من الشرق مع رايات سوداء» سوف يبشر بوصول المهدي. اختار الخصوم الأمويون، وكذلك الشيعة العلويون، اللون الأبيض لتمييز أنفسهم عن العباسيين. كانت راية الخلافة مصنوعة من الحرير الأبيض مع نقوش قرآنية. اعتمد اللون الأبيض بشكل مستمر من قبل الشيعة الإسماعيليين زمن الدولة الفاطمية، وعزز ارتباط الأسود والأبيض مع السنة والشيعة على التوالي. زُيّنت راية الدولة الفاطمية باللونين الأحمر والأصفر، وفي بعض الأحيان كانت مزينة بصورة الأسد.

راية العباسيين السوداء
راية الأمويّين البيضاء
راية الفاطميين الخضراء[ا]
راية الخوارج الحمراء

### العصور الوسطى

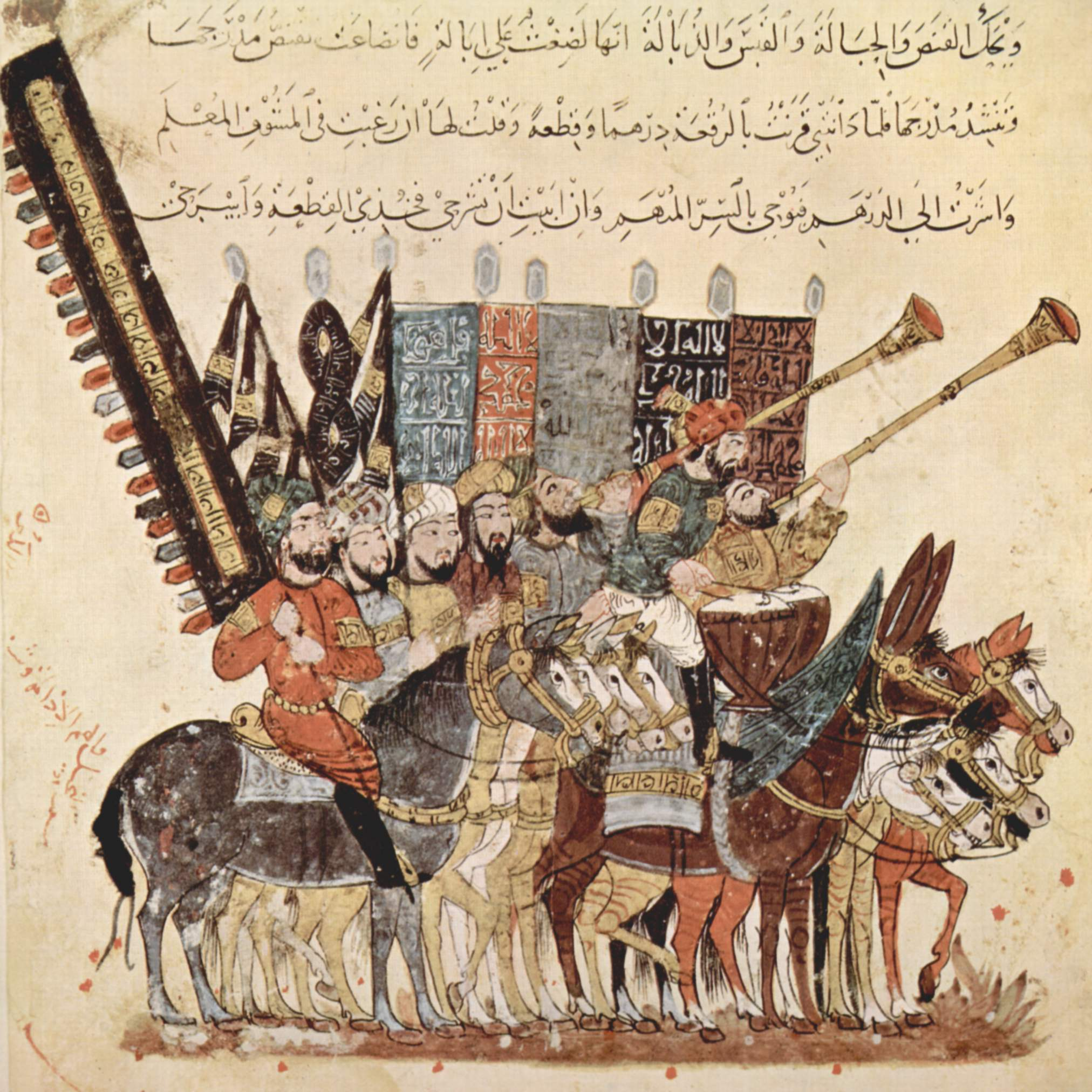
رسم للواسطي مرافق للمقامة الدمشقية من مقامات الحريري، عام 1237 م.

احتفظ الأيوبيون والمماليك، خلفًا للخلافة الفاطمية، بالارتباط باللون الأصفر. حمل المؤسس الأيوبي صلاح الدين علمًا أصفر مزينًا بنسر. كانت اللافتات السلطانية المملوكية صفراء اللون، لكنها استخدمت في بعض الأحيان لافتات حمراء. فضلت سلالات المغول والتركية في الشرق، بما في ذلك الدولة الإلخانية وأتراك الأوغوز وسلالة السلاجقة، الراية البيضاء. الأعلام الدينية ذات النقوش مستخدمة في العصور الوسطى، كما هو موضح في المنمنمات لرسام القرن الثالث عشر يحيى بن محمود الواسطي. تُظهِر الرسوم التوضيحية التي تعود إلى القرن الرابع عشر لتاريخ التتار كلاً من المغول والسلاجقة باستخدام مجموعة متنوعة من أعلام الحرب.
يظهر الهلال في الأعلام المنسوبة إلى تونس منذ القرن الرابع عشر في كتاب المعرفة لجميع الممالك، قبل فترة طويلة من الفتح العثماني لتونس عام 1574. يعرض متحف البحرية الإسبانية في مدريد علمين للبحرية العثمانية يعودان إلى عام 1613؛ كلاهما مبلوع الذيل، أحدهما أخضر مع هلال أبيض بالقرب من الرافعة، والآخر أبيض مع خطين أحمرين بالقرب من حواف العلم وهلال أحمر بالقرب من الرافعة.
كانت النجمة السداسية أيضًا رمزًا شائعًا بين الأعلام الإسلامية. يُعرف باللغة العربية باسم خاتم سليمان، أو نجمة داود. يمكن أيضًا تمثيل «خاتم سليمان» بنجمة خماسية. ورد في القرآن الكريم أن داود والملك سليمان كانا نبيين وملكين، وهما من الشخصيات التي يوقرها المسلمون. في العصور الوسطى ما قبل العثمانيين، استخدمت إمارة قرمان وبنو جاندار النجمة على علمهما.
خدم المماليك خادم الحرمين الشريفين في عهدهم. خلال هذا الوقت، قاموا بنشر ما يُعتقد أنه بقايا حقيقية لراية النبي محمد ﷺ. أخذ العثمانيون الراية لاحقًا، الذين أطلقوا على العلم «سنجق شريف» (sancak-i şerif)، واستخدموها خلال فتوحاتهم. كانت الراية مصنوعة من الصوف الأسود، وفقًا للمؤرخ العثماني سلحدار محمد آغا، لكن لا توجد معلومات أخرى متاحة.

الراية الصفراء للدولة الأيوبية
علم الدولة المملوكية
علم مملكة تلمسان[13]
علم إمارة قرمان
علم بنو جاندار

### عصر ما قبل الحداثة
الدولة العثمانية
بدأ استخدام أعلام الحرب من قبل الدولة العثمانية في القرن السادس عشر، لتحل تدريجياً محل الطوغ التقليدي. خلال القرنين السادس عشر والسابع عشر، غالبًا ما كانت أعلام الحرب تصور سيف علي بن أبي طالب المُسمّى ذو الفقار، والذي غالبًا ما أسيء تفسيره في الأدب الغربي على أنه يُظهر مقصًا. علم ذو الفقار الذي استخدمه سليم الأول (المتوفى سنة 1520) معروض في قصر طوب قابي.

خلال فترة التنظيمات العثمانية عام 1844، أعيد تصميم علم الدولة العثمانية على طراز الجيوش الأوروبية في ذلك الوقت. وُضِع علم البحرية العثمانية باللون الأحمر حيث كان من المقرر أن يكون اللون الأحمر علم المؤسسات العلمانية والأخضر للمؤسسات الدينية. نظرًا لأن الإصلاحات ألغت جميع السلطنات الفرعية والإيالات واللواء والإمارات، فقد صُمِم علم جديد واحد ليحل محل جميع الأعلام المختلفة التي تستخدمها هذه الكيانات بعلم وطني واحد. وكانت النتيجة العلم الأحمر والأبيض بهلال ونجمة، وهو مقدمة العلم التركي الحديث. قُدِّم علم أحمر عادي باعتباره الراية المدنية لجميع الرعايا العثمانيين.

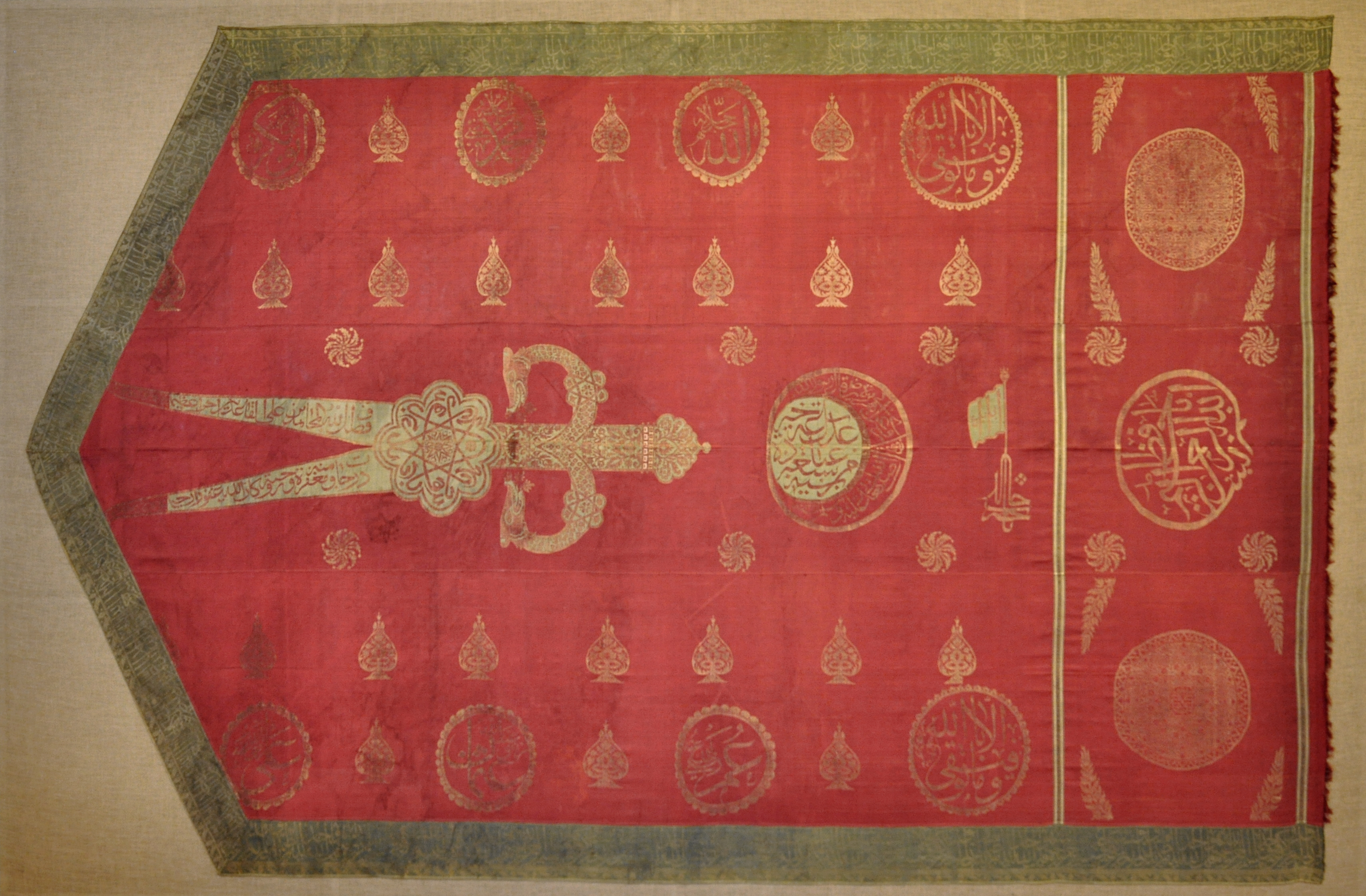
مثال من أوائل القرن التاسع عشر لعلم ذو الفقار
علم الدولة العثمانية (1844-1923)
علم خير الدين بربروسا

الإمبراطورية المغولية
كان لإمبراطورية المغول عدد من الأعلام والرايات الإمبراطورية. عُرفت الراية الرئيسية للمغول باسم «العلم». تعرض الأسد والشمس. تتبع المغول استخدامهم للعلم إلى تيمورلنك. عُرِضت الراية الإمبراطورية على يمين العرش وأيضًا عند مدخل معسكر الإمبراطور وأمام الإمبراطور في أثناء المسيرات العسكرية.

وفقا لمجلد العين أكبري، في عهد جلال الدين أكبر، كلما خرج الإمبراطور، كانت خمسة أعلام ملفوفة على الأقل تُحمَل في أكياس من القماش القرمزي رُفِعت في أيام الأعياد وفي المعارك. وفي عهد السلطان نور الدين جهانكير، كان إدوارد تيري، الملحق الديني للسير توماس رو [الإنجليزية]، قد اعتبر في كتابه رحلة إلى شرق الهند (1655)، أنّ «الراية الملكية كانت مصنوعة من الحرير، مع أسد رابض يُظلّل جزءًا من جسد الشمس منقوشًا، وقد كانت تُحمل على ظهر فيل كلما سافر الإمبراطور.»

العلم الأولي المحتمل لإمبراطورية المغول
علم إمبراطورية المغول
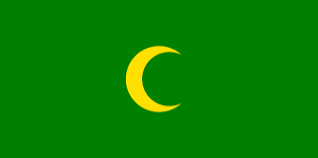
علم إمبراطورية المغول (1857)
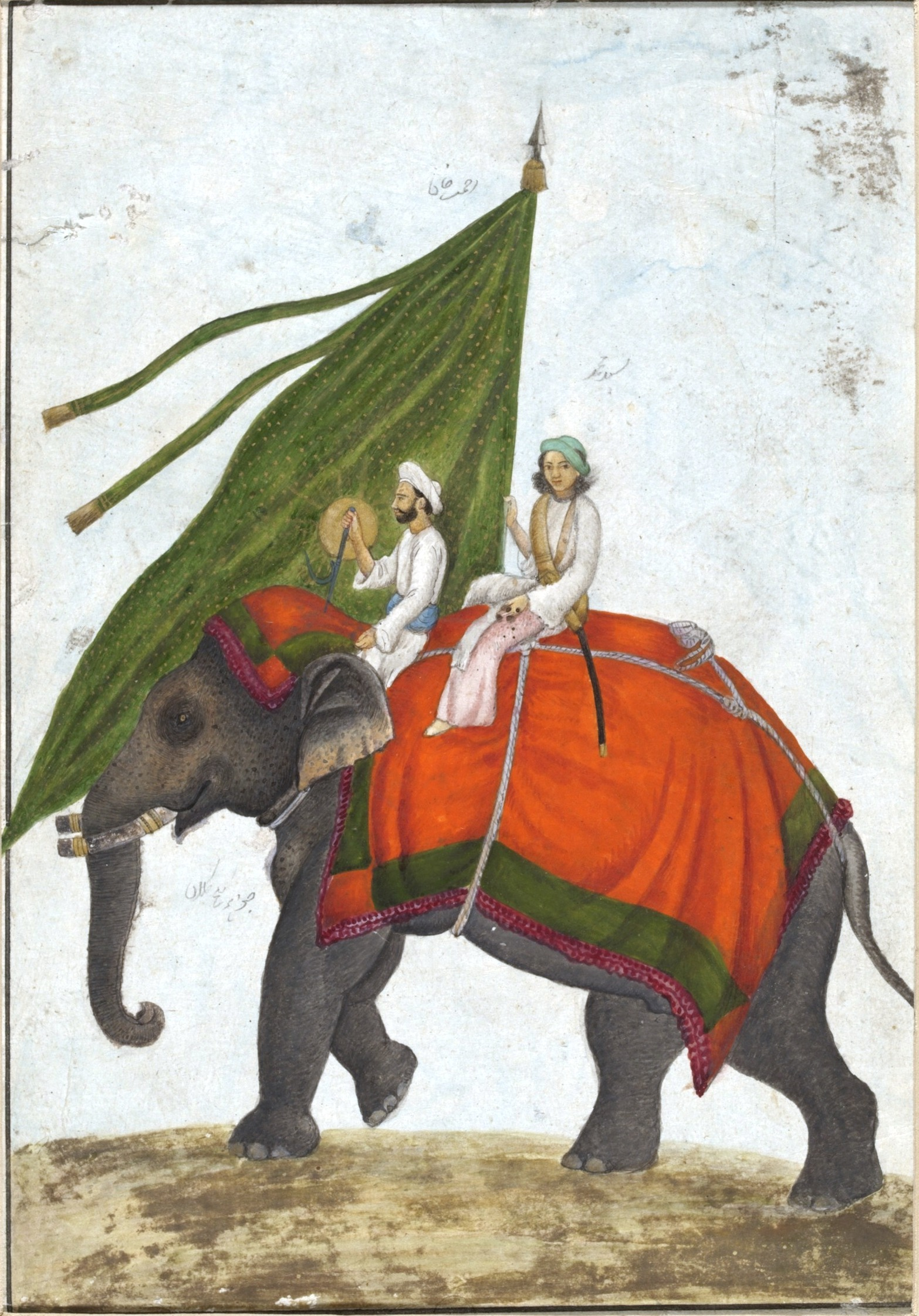
فيل يحمل لواء به راية خضراء تتوسطها شمس ذهبية

الإمبراطوريات الفارسية
استخدمت السلالة الصفوية (1501–1736) شعارات ولافتات مختلفة، خاصة في عهد الملكين الأولين، ولكل منهما شعار مختلف. قام إسماعيل الأول، أول ملك صفوي، بتصميم علم أخضر مع اكتمال القمر الذهبي. في عام 1524، استبدل طهماسب الأول القمر بشعار شاة وشمس. اُستخدم هذا العلم حتى عام 1576. في ذلك الوقت، تبنى إسماعيل الثاني شعار الأسد والشمس، والتي كان من المقرر أن تظل مستخدمة حتى نهاية العصر الصفوي.

كان للسلالة الأفشارية (1736-1796) رايتان ملكيتان، إحداهما بخطوط حمراء وبيضاء وزرقاء والأخرى بخطوط حمراء وزرقاء وبيضاء وصفراء. كان العلم الشخصي لنادر شاه عبارة عن راية صفراء ذات حدود حمراء وشعار أسد وشمس في المنتصف. كانت كل هذه الأعلام الثلاثة مثلثة الشكل. تجنب نادر شاه بوعي استخدام اللون الأخضر، حيث ارتبط اللون الأخضر بالإسلام الشيعي والسلالة الصفوية.

علم السلالة الصفوية بعد إسماعيل الثاني الصفوي (1576-1732)
راية للسلالة الأفشارية

### التاريخ الحديث
أعلام الثورة المهدية

علم الثورة المهدية في السودان، أواخر القرن التاسع عشر.

أعلن محمد أحمد المهدي نفسه المهدي المنتظر في عام 1881، وقاد ثورة إسلامية ضد الحكم العثماني المصري للسودان حتى وفاته عام 1885. أثناء الثورة المهدية، قام أتباعه بتصميم راية تُميّزهم، تُستخدم في الصلاة من قبل أتباع الطرق الدينية الصوفية، وأيضا لأغراض عسكرية. ورد فيها الشهادتان، واسم مؤسس الطائفة محمد أحمد المهدي. عُدِّل شكل العلم بإضافة اقتباس من القرآن الكريم (يا الله يا رحمن يا رحيم يا حي يا قيوم يا ذو الجلال والإكرام)، وتحتها عبارة (محمد المهدي خليفة رسول الله).
النجمة والهلال
بحلول منتصف القرن العشرين، اُستخدِم النجمة والهلال من قبل عدد من الدول التي خلفت الدولة العثمانية، بما في ذلك الجزائر وأذربيجان وموريتانيا وتونس وتركيا وقبرص الشمالية وليبيا. بسبب «القومية التركية» المفترضة، أصبح الرمز يستخدم أيضًا في آسيا الوسطى، كما هو الحال في علم تركمانستان وأوزبكستان. يُشار إلى النجمة والهلال في علم باكستان على أنها رمز «للتقدم والنور» (بينما يُذكر اللون الأخضر على أنه يُمثّل الإسلام). لم يكن المقصود في الأصل أن تكون النجمة والهلال في هذه الأعلام رمزية دينية، ولكن يبدو أن ارتباط الرمز بالإسلام قد تطور في بداية الخمسينيات أو الستينيات من القرن الماضي.
بحلول السبعينيات، احتضنت القومية العربية ودُعاة الوحدة الإسلاميَّة هذا الرمز، مثل الجمهورية العربية الإسلامية المقترحة (1974)، وحركة أمة الإسلام الأمريكية (1973).
ألوان الوحدة العربية
قُدِّمت الألوان العربية لأول مرة في عام 1916، مع علم الثورة العربية. على الرغم من أنهم يمثلون القومية العربية العلمانية على عكس الإسلاموية، فإن اختيار الألوان قد فُسِّر بالرمزية الإسلامية في الماضي، فبحسب كتاب «تطور العلم العربي منذ الفتح الإسلامي حتى القرن العشرين» لمهدي عبد الهادي (1986): يرمز الأسود لراية العقاب، والخلافة الراشدة والخلافة العباسية، والأبيض يرمز للدولة الأموية، والأخضر للدولة الفاطمية، والأحمر للخوارج.
في 30 عام 1917، استبدل الحسين بن علي شريف مكة، زعيم الثورة العربية علمه الأحمر البسيط بواحد مخطط أفقيًا باللون الأسود والأخضر والأبيض مع منطقة مثلثة حمراء عند الرافعة. كان ينظر للأمر على أنه ولادة العلم العربي. منذ ذلك الوقت، استخدمت العديد من الدول العربية، عند تحقيق الاستقلال أو عند تغيير النظام السياسي، مزيجًا من هذه الألوان في تصميم يعكس علم ثورة الحجاز. وتشمل الأعلام الحالية للعراق وسوريا واليمن ومصر والكويت والإمارات العربية المتحدة والأردن والسلطة الوطنية الفلسطينية والجزائر والسودان، وأعلام العراق وليبيا السابقة.

علم الثورة العربية (1916)[ar 4]
علم الجمهورية العربية الإسلامية (1974)

## الأعلام المعاصرة

### الدول الإسلامية
يُنسب التصور الحديث للدولة الإسلامية إلى أبي الأعلى المودودي (1903-1979)، وهو عالم دين باكستاني مسلم أسس الحزب السياسي الجماعة الإسلامية وألهم ثوارًا إسلاميين آخرين مثل روح الله الخميني. ست دول معترف بها دوليًا تُعرف بأنها دول إسلامية: السعودية (تأسست عام 1932 من الدولة السعودية الأولى)، باكستان (منذ عام 1947)، موريتانيا (منذ عام 1958)، إيران (منذ 1979)، اليمن (منذ عام 1991). تعرف غالبية دول العالم العربي الإسلام على أنه دين الدولة. معظم هذه الدول لديها أعلام وطنية تتضمن رمزية إسلامية. إلى جانب ذلك، هناك تنظيمات غير معترف بها بحكم الأمر الواقع، مثل تنظيم الدولة الإسلامية في العراق والشام الذي سيطر على أجزاء من العراق وسوريا، وطالبان والشباب وبوكو حرام، والتي تستخدم رايات جهادية.
تستخدم بعض أعلام الدول الإسلامية أعلامًا منقوشة، إما بالشهادتين، كما هو الحال في أعلام المملكة العربية السعودية، أو في حالة جمهورية إيران الإسلامية عام 1979، مع كتابة منمنمة لكلمة الله. يستخدم علم العراق ألوان القومية العربية منذ عام 1921، مع إضافة التكبير منذ عام 1991. قد تعود ممارسة نقش الشهادة على الأعلام إلى القرن الثامن عشر، التي استخدمتها الدعوة الوهابية. في عام 1902، أضاف عبد العزيز آل سعود، زعيم آل سعود والمؤسس المستقبلي للمملكة العربية السعودية، سيفًا على هذا العلم. العلم الحالي للسعودية هو استمرار لعلم إمارة نجد والأحساء في عام 1902. استخدمتها جمهورية تركستان الشرقية الأولى الشهادتان عام 1933 على علمها، وأدخلتها طالبان على علم أفغانستان في عام 1997.

علم المملكة العربية السعودية (1932، بناءً على علم سلطنة نجد 1921)، لونه أخضر، تتوسطه الشهادتان (لا إله إلا الله محمد رسول الله) مكتوبة بخط الثُلُث العربي وسيف مسلول تحتهما موازٍ لهما
علم إيران (1980)، يتكون من ثلاثة شرائط أفقية هي الأخضر والأبيض والأحمر، يتوسط الشريط الأفقي الأبيض لفظ الجلالة "الله" باللون الأحمر، بينما يحيط المستطيل الأبيض إطارًا كُتب فيه "الله أكبر" بالخط الكوفي.
يتضمن علم تركيا هلالاً أبيض ونجمة المرتبطان بالإسلام.[ar 5]
علم باكستان، يتألّف من اللون الأخضر الغامق وشريط عمودي أبيض، وهلال أبيض ونجمة بخمسة رؤوس في الوسط، يمثلان الإسلام[29]
يحتوي علم العراق على ألوان الوحدة العربية، مع عبارة «الله أكبر» المكتوبة في المنتصف بالخط الكوفي.[30][31]
يُظهر علم أفغانستان (2013، عرف عدّة تغييرات منذ عام 1928) الشعار الوطني، يصور مسجدًا به محراب مع سجادة صلاة بداخله
علم أفغانستان في ظل حكومة طالبان، وعليه الشهادتان (لا إله إلا الله محمد رسول الله) باللغة العربية
علم موريتانيا (2017)، يتألّف من اللون الأخضر، يتوسطه هلال ونجمة بلون ذهبي
علم اليمن (1990)، على الرغم من التعريف الدستوري لليمن كدولة إسلامية تطبق الشريعة الإسلامية، فالعلم لا يتضمن رمزية دينية.

### أعلام الجماعات والفرق

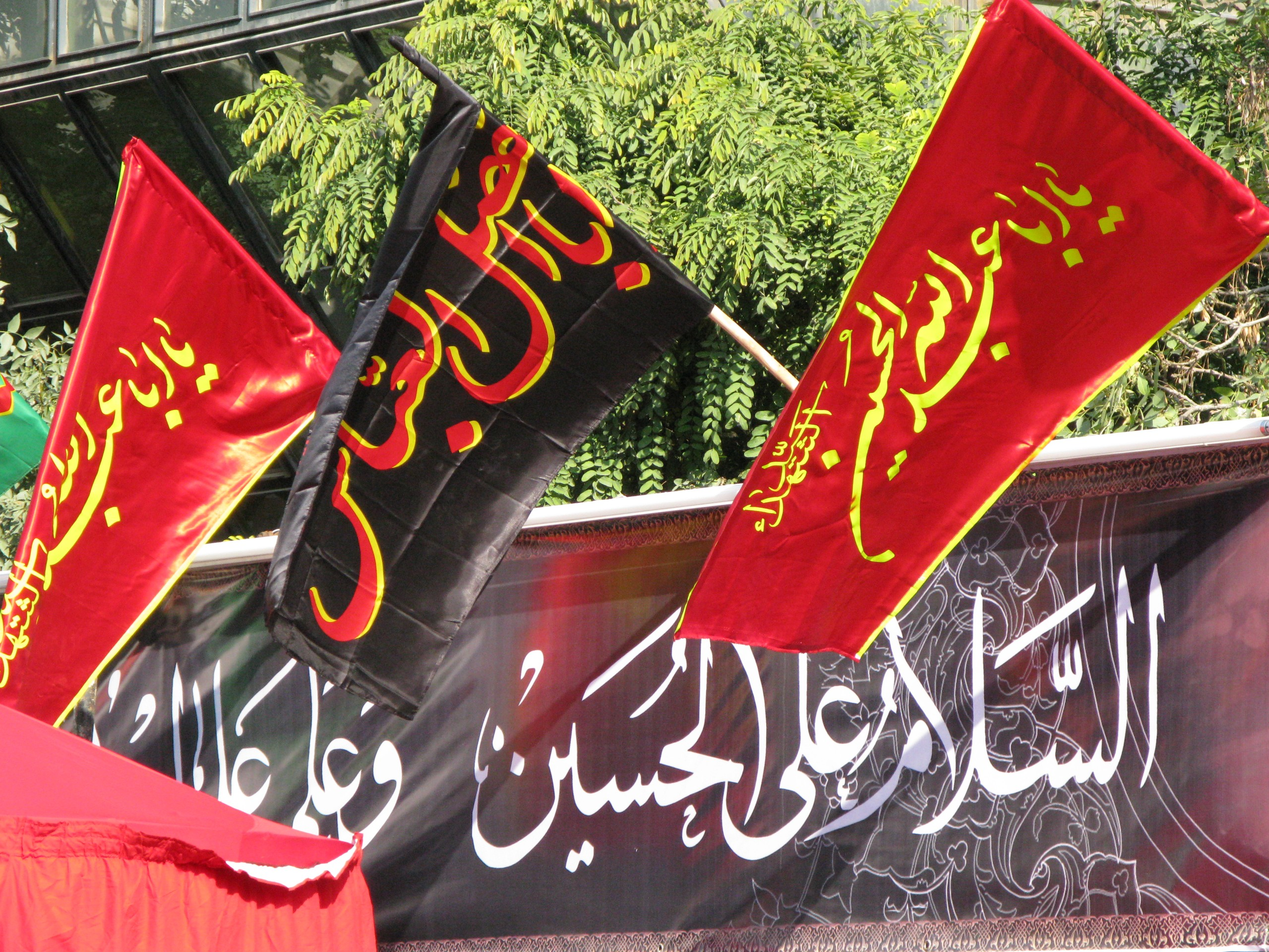
أعلام معلقة خلال إحياء محرم بإيران.

على الرغم من عدم وجود علم يمثل الإسلام ككل، فإن بعض الفروع الطائفية الإسلامية والأخويات الصوفية تستخدم الأعلام لترمز إلى نفسها. من بين الفروع الإسلامية المحددة، يستخدم الفرع النزاري للإسماعيلية - الشيعية علمًا رسميًا مصنوعًا من اللون الأخضر يمثل راية النبي محمد وعباءة علي بن أبي طالب، بالإضافة إلى شريط أحمر يعني الدم والنار. رَسَم العلمَ الآغا خان الرابع كجزء من الدستور الجديد في عام 1986. يُرفع العلم على جماعت خانة، وهي مكان للعبادة الجماعية للمسلمين الإسماعيليين خلال المناسبات الاحتفالية. كما تَستخدم الحركة الأحمدية علمًا رسميًا (لواء الأحمدية) باللونين الأسود والأبيض، رُفِع للمرة الأولى عام 1939. شرح ميرزا طاهر أحمد، الخليفة الرابع في الخلافة الأحمدية، رمزية اللونين الأسود والأبيض من حيث مفهوم الوحي والنبوة.

تنشر الحركة الدينية الإسلامية الأمريكية الأفريقية أمة الإسلام العلم الرسمي المعروف باسم «علم الإسلام»، والذي يرمز إلى السلام والوئام العالميين.

في التقاليد الشيعية، تعتبر الأعلام جزءًا مهمًا من طقوس إحياء محرم. المشيعون يلتفون حول الأعلام أو اللافتات كعرض لمراسم الحداد. يستخدم المعزين أيضًا الأعلام للإشارة إلى بداية ونهاية الحداد. لكل الأعلام أوصياء وتتناقلها الأجيال.

علم الدولة الإسماعيلية النزارية (1986)
علم الجماعة الأحمدية (1939)
علم حركة أمة الإسلام (1973)
علم الطريقة الختمية

## الملاحظات
1. ↑  يذكُرُ المؤرِّخ المغربي أبو عبد الله مُحمَّد بن عليّ بن حمَّاد (توفي حوالي سنة 1230م) في مؤلَّفه حامل عنوان أخبارُ مُلوك بني عُبيد (طباعة باريس، 1927م، ص. 57) أنَّ أمير المؤمنين إسماعيل المنصور بالله جاء إلى القيروان سنة 948م بعد انتصاره على أبو يزيد مخلد بن كيراد حيثُ قابله الأعيان والحُكَّام مُمتطين خيولًا مُطهَّمة وحاملين راياتٍ خضراء.
2. ↑  شُرحت رمزية النجم والهلال في علم المملكة الليبية (1951-1969) في كُتيب باللغة الإنجليزية بعنوان العَلم الوطني وفقاً لكتيب أصدرته وزارة المعلومات والإرشاد للمملكة الليبية، على النحو التالي: "الهلال هو رمز لبداية الشهر القمري حسب التقويم الإسلامي. إنه يعيد إلى أذهاننا قصة هجرة نبينا محمد ﷺ من بيته لنشر الإسلام وتعليم مبادئ الحق والفضيلة، والنجمة تُمثل أملنا المبتسم ونور إيماننا بالله في بلادنا وكرامتها وشرفها الذي ينير طريقنا ويضع نهاية للظلام.
3. ↑  الأسود يمتص الضوء كُليا، والأبيض يعكس الضوء كُليا، لذلك فإن الرسول ﷺ عندما يتلقى الوحي من الله، فهو يستقبل كل ما يتلقّاه (الأسود يمتصًّ كل شيء)، وعندما يُخبر به الناس، فإنه يعكس الضوء كله بأمانة، (الأبيض يعكس كل شيء). لذا فإن الاستقبال يكون كاملا دون ترك أي شيء، والانعكاس أيضا يكون كاملا دون ترك أي شيء. لذلك اُستخدِم اللونان الأسود والأبيض في الأعلام الإسلامية.

### باللغة العربيَّة
1. ↑  تاريخ الهلال، رضا نور (بالفرنسية) ص. 66/295. انظر أيضا مقدمة ابن خلدون، ص ص. 214–15.
2. ↑  رايات الإسلام من اللواء النبوي الأبيض إلى العلم العثماني الأحمر، عاصم محمد رزق، الطبعة الأولى، مكتبة مدبولي، 2006، ص 38
3. ↑  سنن ابن ماجه (تحقيق: محمد فؤاد عبد الباقي)، الجزء الثاني، مطبعة مصطفى البابي الحلبي، القاهرة، (1372 هـ - 1952 م)، الجزء 2 / كنز العمال، المتقي الهندي (1477–1567)، (حيدر أباد: دائرة المعارف، 1312 هـ - 1894–1895)، الجزء 3: 203، الجزء 4: 38، 39، 45، 53
4. ↑  تطور العلم العربي – من الفتح الإسلامي حتى القرن العشرين، مهدي عبد الهادي، عمان، 1986
5. ↑  تاريخ الدول الإسلامية ومعجم الأسر الحاكمة، ستانلي بول (ترجمة أحمد السعيد سليمان)، المجلد الأول (السلاجقة)، دار المعارف بمصر، القاهرة، الصفحات من 313 إلى 325.

### باللغة الإنجليزية
1. ↑  Hathaway 2003، صفحة 95.
2. ↑  Flag. Britannica. Retrieved February 15, 2019. نسخة محفوظة 18 نوفمبر 2020 على موقع واي باك مشين.
3. ↑  Hinds 1996، صفحة 133.
4. ↑  Nicolle 1993، صفحة 6.
5. ↑  Hinds 1996، صفحة 108.
6. 1 2  Wellhausen 1996، صفحة 533.
7. ↑  Hathaway 2003، صفحة 95-6.
8. 1 2  Hathaway 2003، صفحة 96-7.
9. ↑  Hathaway 2003، صفحة 98.
10. ↑  Nozomi Karyasu & António Martins, 8 October 2006 on Flags of the World. نسخة محفوظة 7 سبتمبر 2020 على موقع واي باك مشين.
11. ↑  The Muslim Empires of the Ottomans, Safavids, and Mughals, By Stephen F. Dale, 2009
12. ↑  Hathaway 2003، صفحة 97-8.
13. ↑  Hrbek 1997، صفحات 34-43.
14. ↑  e.g. Jaques Nicolas Bellin, Tableau des Pavillons de le nations que aborent à la mer (1756).
15. ↑  "Ottoman Empire: Flags and coats of arms shown in the Topkapi Museum (Istanbul)". www.crwflags.com. مؤرشف من الأصل في 07/09/2020. {{استشهاد ويب}}: تحقق من التاريخ في: |تاريخ أرشيف= (مساعدة)
16. ↑  http://www.bl.uk/onlinegallery/onlineex/apac/addorimss/a/zoomify55414.html نسخة محفوظة 2020-12-02 على موقع واي باك مشين.
17. ↑  "Alam – The Flag of the Mughals". Khadi Dyers & Printers. مؤرشف من الأصل في 2010-11-21. اطلع عليه بتاريخ 2010-02-26. primarily درجات الأخضر and some flags were scarlet. Against a green field it displayed a rising sun, partially eclipsed by a body of a couching lion facing the hoist
18. 1 2  Singh، K.V. (1991). Our National Flag. New Delhi: Publications Division, Ministry of Information & Broadcasting, Government of India. ص. 14.
19. ↑  Blochmann, H. (tr.) (1927, reprint 1993). The Ain-I Akbari by Abu'l-Fazl Allami, Vol. I, Calcutta: The Asiatic Society, p.52
20. ↑  Foster, William (ed.) (1921) Early Travels in India, 1583–1619, London: Oxford University Press, p. 306
21. ↑  Terry، Edward (1777) [1655]. A Voyage to East-India. London: J. Wilkie. ص. 347. مؤرشف من الأصل في 2020-10-29.
22. ↑  "Flags of the World: Persia (Iran) from XVI to XVIIIth century". مؤرشف من الأصل في 2020-08-09. اطلع عليه بتاريخ 2010-11-11.
23. ↑  "The Lion and Sun Motif of Iran: A brief Analysis". مؤرشف من الأصل في 2020-11-16. اطلع عليه بتاريخ 2010-11-12.
24. ↑  "Encyclopædia Iranica: FLAGS i. Of Persia". مؤرشف من الأصل في 2020-11-11. اطلع عليه بتاريخ 2010-11-12.
25. ↑  Mahdi Flag. National Portrait Gallery. Retrieved December 19, 2020. نسخة محفوظة 20 ديسمبر 2020 على موقع واي باك مشين.
26. 1 2  Flags of the Mahdiyya. Making African Connections. Retrieved December 19, 2020. نسخة محفوظة 30 أكتوبر 2020 على موقع واي باك مشين.
27. ↑  Edward E. Curtis, Black Muslim religion in the Nation of Islam, 1960–1975 (2006), p. 157. نسخة محفوظة 15 يونيو 2013 على موقع واي باك مشين.
28. 1 2  Firefly Guide to Flags of the World. Firefly Books. 2003. ص. 165. ISBN:978-1552978139. مؤرشف من الأصل في 2020-12-01. اطلع عليه بتاريخ 2012-09-12.
29. ↑  "Pakistan flag". Ministry of Information and Broadcasting, Government of Pakistan. مؤرشف من الأصل في 2007-10-26. اطلع عليه بتاريخ 2007-12-11.
30. ↑  nationsonline.org, klaus kästle-. "Islamic world, countries with a cultural Islamic population - Nations Online Project". www.nationsonline.org (بالإنجليزية الأمريكية). Archived from the original on 2022-10-20. Retrieved 2021-12-26.
31. ↑  Engber, Daniel (12 Sep 2006). "Why do Muslims say, "God is great?"". Slate Magazine (بالإنجليزية). Archived from the original on 2023-01-16. Retrieved 2021-12-26.
32. ↑  Ismaili flag & New Ismaili Constitution of 1986. Ismaili. Retrieved February 16, 2019. نسخة محفوظة 1 أغسطس 2020 على موقع واي باك مشين.
33. ↑  "A Brief History of Ahmadiyya Movement In Islam". Alislam.org. 28 ديسمبر 1939. مؤرشف من الأصل في 2016-08-21. اطلع عليه بتاريخ 2016-03-23.
34. ↑  "Question: Why do Muslims use black flags if the color black is associated with death and mourning?". Askislam.org. 22 أكتوبر 1984. مؤرشف من الأصل في 2020-12-02. اطلع عليه بتاريخ 2016-03-23.
"Archived copy". مؤرشف من الأصل في 2015-06-30. اطلع عليه بتاريخ 2015-06-27.{{استشهاد ويب}}:  صيانة الاستشهاد: الأرشيف كعنوان (link)
35. ↑  Brief history on origin of the Nation of Islam. Nation of Islam. Retrieved February 16, 2019. نسخة محفوظة 30 نوفمبر 2020 على موقع واي باك مشين.
36. ↑  Muharram mourning traditions in different lands – 31. Parstoday. Retrieved February 16, 2019. نسخة محفوظة 8 أغسطس 2020 على موقع واي باك مشين.

المعلومات الكاملة للمراجع
- Hathaway، Jane (2003). A Tale of Two Factions: Myth, Memory, and Identity in Ottoman Egypt and Yemen. State University of New York Press.
- Hinds، Martin (1996). Studies in Early Islamic History. Darwin Press. ISBN:978-0-87850-109-0. مؤرشف من الأصل في 2020-10-30.
- Hrbek, I. (1997). The disintegration of political unity in the Maghrib. In Joseph Ki-Zerbo & Djibril T Niane. General History of Africa, vol. IV: Africa from the Twelfth to the Sixteenth Century. UNESCO, James Curry Ltd., and Univ. Calif. Press.
- Sparavigna, A.C. (2016). The Sun, the Moon and the Mughal Emperors. SSRN Electronic Journal.

## روابط خارجية
- أعلام الإسلام التاريخية (موقع أعلام العالم)